# Адміністративний поділ Туви
Тува́ — республіка, яка перебуває в складі Російської Федерації. За свою складну і довгу історію, країна неодноразово змінювала свій адміністративно-територіальний устрій. На сьогодні республіка Тува поділяється на 17 районів (кожуунів) та 2 міста республіканського підпорядкування.

## У складіКитаю
У середині XVIII століття Тува була частиною Китаю і поділялась на 4 кожууна (хошуна):
- Тесінгольський (або Оюннарський)
- Тоджинурський (Тоджинський)
- Хемгольський (Салджацький)
- Хубсугольський (Хасутський)

В 1808 році був утворений Хечицький кожуун, в 1878 році Хубсугольський кожуун відійшов до Північної Монголії. На початоку XX століття кількість кожуунів Туви досягло 7:
- Бейсе
- Даа
- Маади
- Оюннарський
- Салчацький
- Тоджинський
- Чооду

адміністративно кожууни підпорядковувались генерал-губернатору Північної Монголії і поділялись на сумони, а ті на арбани.

## Тувинська Народна Республіка
В 1921 році Всетувинський хурал розділяє Туву на 7 кожуунів:
- Бейсе
- Даа
- Маади
- Юнаррський
- Салчацький
- Тоджинський
- Шалик-Сартильський

В 1923 році був змінений адміністративний устрій країни і вона розділилась на 6 кожуунів:
- Салчацький
- Тес-Хемський
- Тоджинський
- Улуг-Хемський
- Уюцький
- Хемчицький (утворений з кожуунів Бейсе та Даа)

В 1929 році кожуун Бейсе був перейменований в Дзун-Хемчицький, Даа — в Барун-Хемчицький, Салчацький — в Каа-Хемський. Останній в 1932 році був розділений на 3 кожууни — Бій-Хемский, Танну-Ольський та Тере-Хольський. В 1941 році було утворено ще 6 нових кожуунів:
- Бай-Тайгинський
- Ерзинський
- Монгун-Тайгинський
- Овюрський
- Сут-Хольський
- Чаа-Хольський

## В складіСРСР
Новий адміністративний поділ Туви був затверджений 7 серпня 1945 року. Столиця, місто Кизил, отримала статус міста обласного підпорядкування, а міста Туран, Чадан та Шагонар — районного. Були утворені смт Бай-Сют, Емі, Нарин та Харал (ліквідовані в 1956 році у зв'язку з припиненням видобутку золота), а також райони:
- Бай-Тайгинський (центр — Теелі)
- Барун-Хемчицький (Кизил-Мажалик)
- Дзун-Хемчицький (Чадан)
- Ерзинський (Сариг-Булун)
- Каа-Хемський (Сариг-Сеп)
- Кизильський (Кизил)
- Монгун-Тайгинський (Мугур-Акси)
- Овюрський (Хацдагайти)
- Пій-Хемський (Туран)
- Сут-Хольський (Суг-Акси)
- Тандинський (Бай-Хаак)
- Тере-Хольський (Чиргаланди)
- Тес-Хемський (Самагалтай)
- Тоджинський (Тоора-Хем)
- Улуг-Хемський (Шагонар)
- Чаа-Хольський (Чаа-Холь)

В 1953 році були ліквідовані Монгун-Тайгинський та Тере-Хольський райони, в 1957 році — Кизильський район, в 1961 році — Сут-Хольський та Чаа-Хольський, а в 1963 році — Бай-Тайгинський та Ерзинський райони. В 1964 році було утворено місто Ак-Довурак. В 1965 році було відновлено Бай-Тайгинський та Ерзинський район, в 1968 році — Монгун-Тайгинський, в 1975 році — Кизильський, в 1983 році — Сут-Хольський, а в 1992 році — Чаа-Хольський район. В 1993 році був утворений новий Чеди-Хольський район. В 1994 році всі райони дозволили називати кожуунами. У 2003 році відновлено Тере-Хольський район.

## Сучасний адміністративний поділ Туви
| №  | Назва                     | Тувинський оригінал  | ЗКАТУ          | Населення, осіб (2010) | Площа, км² | Щільність, осіб/км² | Адміністративний центр |
| -- | ------------------------- | -------------------- | -------------- | ---------------------- | ---------- | ------------------- | ---------------------- |
| 1  | Місто Кизил               | Кызыл                | 93 401 000 000 | 109900                 | 200,37     | 548,5               |                        |
| 2  | Місто Ак-Довурак          | Ак-Довурак           | 93 403 000 000 | 13500                  | 48,69      | 277,3               |                        |
| 1  | Бай-Тайгинський кожуун    | Бай-Тайга кожуун     | 93 205 000 000 | 10800                  | 7922,82    | 1,36                | Теелі                  |
| 2  | Барун-Хемчицький кожуун   | Барыын-Хемчик кожуун | 93 210 000 000 | 12800                  | 6259,66    | 2,04                | Кизил-Мажалик          |
| 3  | Дзун-Хемчицький кожуун    | Чөөн-Хемчик кожуун   | 93 215 000 000 | 19900                  | 6484,56    | 3,07                | Чадан                  |
| 4  | Каа-Хемський кожуун       | Каа-Хем кожуун       | 93 220 000 000 | 12300                  | 25726,04   | 0,48                | Сариг-Сеп              |
| 5  | Кизилський кожуун         | Кызыл кожуун         | 93 222 000 000 | 27600                  | 8526,65    | 3,24                | Каа-Хем                |
| 6  | Монгун-Тайгинський кожуун | Монгун-Тайга кожуун  | 93 225 000 000 | 5700                   | 4414,20    | 1,29                | Мугур-Акси             |
| 7  | Овюрський кожуун          | Өвүр кожуун          | 93 230 000 000 | 7000                   | 4522,50    | 1,55                | Хандагайти             |
| 8  | Пій-Хемський кожуун       | Бии-Хем кожуун       | 93 235 000 000 | 10100                  | 8194,12    | 1,23                | Туран                  |
| 9  | Сут-Хольський кожуун      | Сүт-Хөл кожуун       | 93 238 000 000 | 8000                   | 6691,25    | 1,20                | Суг-Акси               |
| 10 | Тандинський кожуун        | Таңды кожуун         | 93 240 000 000 | 12900                  | 5091,70    | 2,53                | Бай-Хаак               |
| 11 | Тере-Хольський кожуун     | Тере-Хөл кожуун      | 93 243 000 000 | 1900                   | 10050,02   | 0,19                | Кунгуртуг              |
| 12 | Тес-Хемський кожуун       | Тес-Хем кожуун       | 93 245 000 000 | 8200                   | 6687,23    | 1,23                | Самагалтай             |
| 13 | Тоджинський кожуун        | Тожу кожуун          | 93 250 000 000 | 6000                   | 44757,49   | 0,13                | Тоора-Хем              |
| 14 | Улуг-Хемський кожуун      | Улуг-Хем кожуун      | 93 254 000 000 | 19300                  | 5335,40    | 3,62                | Шагонар                |
| 15 | Чаа-Хольський кожуун      | Чаа-Хөл кожуун       | 93 256 000 000 | 6000                   | 2903,10    | 2,07                | Чаа-Холь               |
| 16 | Чеди-Хольський кожуун     | Чеди-Хөл кожуун      | 93 257 000 000 | 7700                   | 3706,32    | 2,08                | Хову-Акси              |
| 17 | Ерзинський кожуун         | Эрзин кожуун         | 93 258 000 000 | 8300                   | 11081,45   | 0,75                | Ерзин                  |